# Kanton Lignières
Lignières is een voormalig kanton van het Franse departement Cher. Het kanton maakte deel uit van het arrondissement Saint-Amand-Montrond. Het werd opgeheven bij decreet van 21 februari 2014 met uitwerking op 22 maart 2015.

## Gemeenten
Het kanton Lignières omvatte de volgende gemeenten:
- La Celle-Condé
- Chezal-Benoît
- Ineuil
- Lignières (hoofdplaats)
- Montlouis
- Saint-Baudel
- Saint-Hilaire-en-Lignières
- Touchay
- Villecelin